# كلثوم بن عياض القشيري
كلثوم بن عياض بن وحوح بن قيس بن الأعور بن قشير بن كعب بن ربيعة بن عامر بن صعصعة بن معاوية بن بكر بن هوازن
هو قائد بالدولة الأموية قتل في ثورة البربر عام (123هـ ـ 741م وهو أحد الأشراف الشجعان والقادة العرب ولي دمشق لهشام بن عبد الملك ثم غزا المغرب لقمع ثورة البربر بالجيوش الأموية ولكنه قتل في معركة بقدورة على يد الخوارج الصفرية
ولى على أفريقية سنة 123هـ كلثوم بن عياض القشيري وعلى مقدمته بلج بن بشر القشيري فأساء إلى أهل القيروان فشكوا إلى حبيب بن أبي عبيدة وهو بتلمسان موافق للبربر فكتب إلى كلثوم بن عياض ينهاه ويتهدده فاعتذر وأغضى له عنها ثم سار واستخلف على القيروان عبد الرحمن بن عقبة ومر على طريق سبيبة وانتهى إلى تلمسان ولقي حبيب بن أبي عبيدة واقتتلا ثم اتفقا ورجعا جميعا وزحف البربر إليهم على وادي طنجة وهو وادي سوا فانهزم بلج في الطلائع وانتهوا إلى كلثوم فانكشف واشتد القتال وقتل كلثوم وحبيب بن أبي عبيدة وكثير من الجند وتحيز أهل الشام إلى سبتة مع بلج بن بشر فحاصرهم البربر فيها .
1. ↑  "تاريخ أفريقية والمغرب | * ولاية كلثوم بن عياض القشيرى". books.rafed.net. اطلع عليه بتاريخ 2024-02-10.
2. ↑  "إرث أبي معاذ | كلثوم بن عياض بن وحوح القشيري العامري الهوازني". ar.amheritance.com (بar-JO). Retrieved 2024-02-10.{{استشهاد ويب}}:  صيانة الاستشهاد: لغة غير مدعومة (link)
3. ↑  "المجمع العالمي للتقريب بين المذاهب الاسلامية". taqrib.ir. اطلع عليه بتاريخ 2024-02-10.